# Starodub w Pełkiniach
Starodub w Pełkiniach (PLH180050) – projektowany specjalny obszar ochrony siedlisk, aktualnie obszar mający znaczenie dla Wspólnoty, położony pomiędzy miejscowościami Chałupki, Jagiełła, Wólka Pełkińska, Pełkinie, Ujezna i Rozbórz, obejmujący zwarty kompleks łąk o powierzchni 574,82 ha. Znajduje się w województwie podkarpackim na terenie gmin: Tryńcza, Jarosław i Przeworsk.
Głównym przedmiotem ochrony jest populacja staroduba łąkowego – gatunku z II załącznika dyrektywy siedliskowej. Dodatkowo występują tu dwa siedliska z załącznika I:
- łąki świeże
- łąki trzęślicowe